# Penya Saganta
La Penya Saganta és una muntanya de 723 metres ubicada al terme municipal d'Espadella, a la comarca valenciana de l'Alt Millars.
S'aixeca al costat del nucli urbà. Les seues panoràmiques sobre la zona fan que el cim forme part de recorreguts senderistes.